# 4 février
Pour les articles homonymes, voir Quatre-Février.
4 janvier 4 mars
Chronologies thématiques
- Croisades
- Ferroviaires
- Sports
- Disney
- Anarchisme
- Catholicisme

Abréviations / Voir aussi
- (° 1852) = né en 1852
- († 1885) = mort en 1885
- a.s. = calendrier julien
- n.s. = calendrier grégorien
- Calendrier
- Calendrier perpétuel
- Liste de calendriers
- Naissances du jour

Le 4 février est le 35e jour de l'année du calendrier grégorien (il en reste ensuite 330, 331 lorsqu'elle est bissextile).
Son équivalent du 4 februarius correspondait à la veille des nones de ce mois du calendrier romain antique, notée pridie nonas (ou Prid. Non. en abrégé).
C'était généralement le 16e jour du mois de pluviôse du calendrier républicain ou révolutionnaire  français, officiellement dénommé jour du buis.

## Événements

### IIIesiècle
- 211 : l'Empire romain échoit aux deux fils Caracalla et Geta du défunt empereur Septime Sévère.

### XVIesiècle
- 1536 : le roi de France François Ier s'empare de la Savoie, occupe Turin et signe une alliance avec le sultan turc Soliman le Magnifique.

### XVIIIesiècle

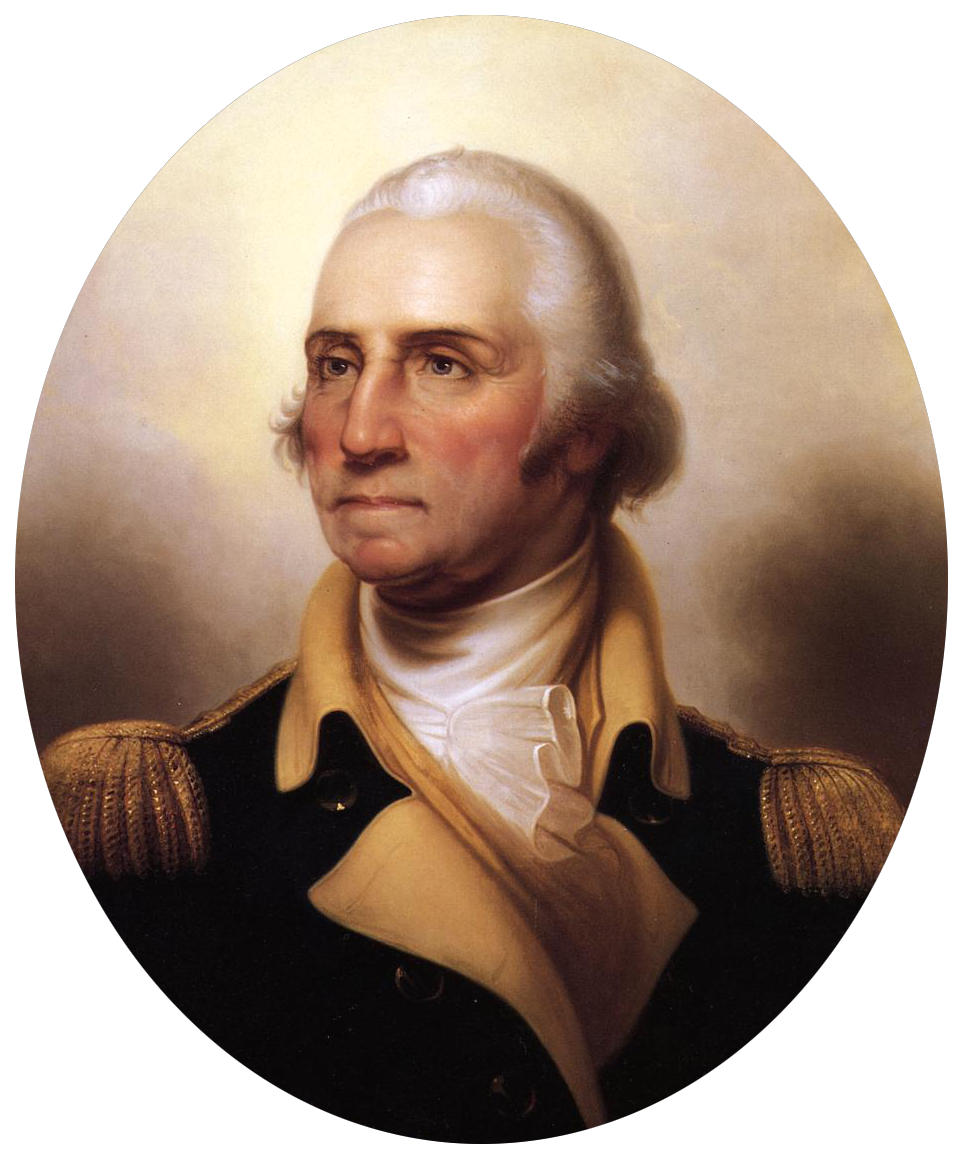
George Washington.

- 1782 : prise du fort Saint-Philippe-Mahon par Louis de Crillon, récompensé ensuite de ce glorieux succès et de la conduite qu'il avait tenue au siège de Gibraltar en étant créé duc de Mahon par le roi d'Espagne Charles III[1].
- 1789 : George Washington est élu premier président des États-Unis et non roi de ce nouveau pays comme il a pu lui être proposé au cours de sa vie.
- 1790 : le roi Louis XVI jure solennellement fidélité à la première Constitution écrite de l'Histoire de France devant l'Assemblée nationale constituante[2].
- 1794 : la Convention abolit l'esclavage en France et dans ses colonies (cf. abolition plus tard provisoirement remise en cause du 16 pluviôse an II du calendrier républicain issu de la Révolution française).

### XIXesiècle
- 1804 : les janissaires ottomans font arrêter et tuer 70 notables serbes "par mesure de rétorsion" dans le but de répandre la terreur (massacre des notables ou massacre des Princes (seča knezova) au contraire détonateur du soulèvement généralisé du peuple et des chefs survivants).
- 1810 : le tsar Alexandre Ier de Russie refuse la main de sa sœur Anna âgée de quinze ans au conquérant Napoléon malgré des assurances données par ce dernier[3].
- 1861 : les délégués des États qui se sont séparés des États-Unis se réunissent pour former un gouvernement des états confédérés d'Amérique à Montgomery en Alabama (début de la guerre de Sécession)[4].
- 1899 : soulèvement aux Philippines à la suite du refus des Américains d'accorder l'indépendance à l'archipel.

### XXesiècle
- 1922 : le Japon accepte de rétrocéder la province du Shandong à la république de Chine.
- 1923 : la conférence de Lausanne sur le Proche-Orient échoue provisoirement à la suite du rejet du plan proposé par la Turquie.
- 1932 : fin de la bataille de Harbin pendant l'invasion japonaise de la Mandchourie.
- 1933 : un décret du nouveau chancelier allemand Adolf Hitler autorise le(s) préfet(s) de police à contrôler la presse et les réunions « pour la sauvegarde du peuple (allemand) ».
- 1938 : Hitler s'octroie le portefeuille de la guerre et nomme Joachim von Ribbentrop comme ministre des Affaires étrangères du Reich.
- 1945 : début de la conférence Churchill - Roosevelt - Staline à Yalta au bord de la mer Noire en Crimée soviétique, alors que la seconde guerre mondiale semble s'acheminer vers une victoire prochaine de ces trois belligérants et de leurs alliés contre Hitler et l'Axe.
- 1948 : Ceylan accède au statut de dominion au sein du Commonwealth britannique.
- 1961 : des soulèvements meurtriers marquent le début du soulèvement contre la tutelle portugaise en Angola au sud-ouest de l'Afrique.
- 1964 : la Chine accuse l'Union soviétique de chercher à assurer son hégémonie dans le monde par sa politique de collaboration avec les États-Unis.
- 1972 : la Grande-Bretagne et neuf autres pays reconnaissent l'ancien Pakistan oriental comme le nouvel État du Bangladesh.
- 1987 : l'Inde et le Pakistan signent un accord en vue d'une réduction de la tension à leur frontière.
- 1988 : inculpation pour trafic de drogue du général panaméen Manuel Noriega aux États-Unis.
- 1990 : l’élection présidentielle est remportée par le conservateur Rafael Ángel Calderón Fournier au Costa Rica.
- 1992 : coup d'État militaire vainement tenté par le militaire Hugo Chávez contre le président du Venezuela (15 morts, 51 blessés, 1 100 arrestations).
- 2000 : investiture à Vienne d'un gouvernement de coalition composé à parts égales de ministres de droite et de l'extrême droite représentée par le Parti de la liberté d'Autriche (FPÖ), une première depuis la chute du nazisme du pouvoir qui amène l'Union européenne dont fait partie l'Autriche depuis 1995 à suspendre tous ses contacts bilatéraux avec cet État membre tandis qu'Israël en rappelle son ambassadeur pour protester.

### XXIesiècle
- 2003 :
  - les deux chambres du Parlement fédéral yougoslave approuvent un accord historique dissolvant la Yougoslavie déjà rétrécie depuis 1991-92 et rebaptisant le pays du nom de Serbie-et-Monténégro avant la séparation plus tardives de ces deux dernières entités serbophones.
  - Fin du mouvement de grève déclenché deux mois auparavant au Venezuela.
  - L'O.N.U. autorise le déploiement de forces françaises en Côte d'Ivoire (résolution 1464 adoptée à l'unanimité par le Conseil de sécurité).
- 2004 : le père du programme nucléaire du Pakistan Abdul Qadeer Khan présente ses excuses à la nation pour avoir transféré de la technologie nucléaire à l'Iran voisin, la Libye et la Corée du Nord.
- 2011 : Thein Sein devient président de la Birmanie.
- 2014 : le parlement écossais légalise le mariage entre personnes de même sexe.
- 2018 :
  - Níkos Anastasiádis est réélu président de la République de Chypre au second tour d'un scrutin.
  - Des élections législatives et présidentielles sont organisées au Costa Rica.
  - Un référendum est organisé et ses 7 propositions approuvées à plus de 60 % en Équateur (Amérique latine toujours).
- 2020 : 
  - la Cour constitutionnelle du Malawi juge entachés de nombreux éléments de fraude électorale et annule les résultats de la présidentielle de mai 2019 en ordonnant la tenue d'un nouveau scrutin[5].
  - Temporaire fiasco au caucus démocrate de l'Iowa en vue des élections fédérales américaines présidentielle et en partie législatives prévues jusqu'en novembre voire janvier suivant(s).
- 2024 : au Salvador, Nayib Bukele est réélu dès le premier tour de l'élection présidentielle[6].
- 2025 : en Suède, onze personnes dont le tireur sont tuées au cours de la fusillade d'Örebro, la pire tuerie de masse de l'histoire du pays[7]. Onze personnes sont tuées, dont l’auteur des faits, et quinze blessées. Six personnes sont hospitalisées et les autorités signalent qu’il pourrait y avoir d’autres victimes[8].

## Arts, culture et religion
- 1671 : départ de Paris de la comtesse de Grignan signant pour sa mère Madame de Sévigné le début d'une dépendance affective, physique et sociale à l'origine d'une foisonnante correspondance épistolaire, avec une première lettre adressée à sa fille deux jours après seulement.
- 1892 : début de la parution du roman chef-d'œuvre du symbolisme Bruges-la-Morte en feuilleton dans le journal quotidien parisien Le Figaro par l'écrivain belge d'expression francophone Georges Rodenbach.
- 1905 : premier numéro de « La Semaine de Suzette » dans lequel on découvre les bande dessinée francophone et personnage de Bécassine.
- 1941 : Marcel Pagnol obtient un prix du meilleur film étranger pour La Femme du boulanger à Hollywood[9].
- 1944 : première d'Antigone, de Jean Anouilh à Paris[10].
- 1949 : la Radiodiffusion française devient la Radiodiffusion-télévision française (R.T.F.)[11].
- 1955 : lancement de la station de radio française périphérique « Europe No 1 » qui sera renommée[12],[13] « Europe 1 ».
- 1978 : la 3e cérémonie des César, récompensant les films sortis en 1977, se déroule  à la salle Pleyel à Paris[14].

## Sciences et techniques
- 1912 : Franz François Reichelt saute du premier étage de la tour Eiffel avec un parachute de son invention mais s'écrase au sol[15].
- 1913 : des kiosques équipés de téléphones sont installés dans les rues de Paris.
- 1953 : création de la voiture de course 753-RT.
- 1957 : mise en vente de la première machine à écrire électrique.
- 1972 : la sonde américaine Mariner 9 transmet des photos de la planète Mars.
- 1994 : 1er tir de la fusée japonaise H-II[16].
- 1996 : un Dassault Falcon 900EX bat un record de vitesse entre Paris et Singapour soit 11 840 km en 12 h 50 min (923 km/h) y compris une escale technique à l'émirat arabe Abou Dabi.
- 2002 : le patron du groupe automobile Renault Louis Schweitzer présente à la presse la nouvelle berline Vel Satis équipée du système de navigation GPS Carminat développé par la firme mais se perd en forêt de Rambouillet non loin de Paris pendant sa démonstration d'essai.
- 2008 : la chanson Across the Universe des Anglais The Beatles est diffusée dans l'espace par la N.A.S.A américaine[17].

## Économie et société
- 1169 : un tremblement de terre détruit Catane en Sicile[18].
- 1797 : un autre tue 41 000 personnes à Quito en actuel Équateur.
- 1805 : décret instituant la numérotation des maisons et immeubles dans les rues parisiennes.
- 1889 : la mise en liquidation de la compagnie de Panama ruine des milliers de petits porteurs[19].
- 1916 : incendie au parlement fédéral canadien d'Ottawa.
- 1927 : Malcolm Campbell porte le record du monde du kilomètre lancé avec un engin terrestre à 12,79 s, soit 281 km/h (plage de Pendine en Angleterre).
- 1966 : un Boeing 727 japonais s'écrase dans la baie de Tokyo (133 victimes).
- 1971 : 
  - le constructeur automobile anglais Rolls-Royce fait faillite.
  - Première ouverture du NASDAQ pour les entreprises de nouvelles technologies cotées à la Bourse fédérale américaine de Wall Street à New York.
- 1974 : la fille de magnat de la presse américaine Patricia Hearst est enlevée par l'Armée de libération symbionaise.
- 1976 : le Groupe d'intervention de la Gendarmerie nationale française (G.I.G.N.) utilise la technique du « tir simultané » pour la première fois (prise d'otages de Loyada).
- 1985 : un procès monstre s'ouvre à Naples, avec un box contenant pas moins de 252 personnes sοupçonnées d'appartenir à la mafia napolitaine enfermées dаns des cages, le tribunаl entouré d'extraordinaires mesures de sécurité, la participation de centaines de policiers, de tireurs d'élitе et d’hélicoptères.
- 1986 : incendie criminel dans la librairie Gibert Jeune du quartier latin à Paris (8 blessés).
- 1988 : un séisme frappe la province de Takhar en Afghanistan (6,4 sur l'échelle ouverte de Richter, 2 000 personnes tuées).
- 1990 :
  - une importante tempête frappe le Nord de l'Europe (vent à 185 km/h à Paris, 23 morts dans toutes les zones atteintes).
  - Ludmila Engquist porte le record du monde féminin indoor du 60 mètres haies à 7,69 s.
- 1992 : la Sûreté du Québec découvre 685 kg de cocaïne évalués à 513 millions de dollars dans une fosse septique à Vaudreuil.
- 1993 : l'éruption du volcan philippin le Mayon déverse des coulées de laves entraînant 25 morts.
- 1994 : la Russie porte le record du monde féminin indoor du 4 X 800 mètres à 8 min 18,71s.
- 1995 : la Française Surya Bonaly remporte le titre de championne d'Europe de patinage artistique en individuelle pour la cinquième fois d'affilée.
- 1997 : l'Assemblée nationale adopte le projet de loi réformant le Service national présenté par le ministre français de la Défense Charles Millon.
- 1998 : une série de puissants séismes frappe la province de Tahkar dans le nord-est de l'Afghanistan (au moins 2 300 morts).
- 1999 : plus de dix mille enseignants manifestent contre leur ministre Claude Allègre et son projet de réforme de l'enseignement secondaire en France.
- 2000 : une barge de la Texaco de 70 m de long transportant près d'1,9 million de litres de fioul coule sur la rivière Para à environ 2 500 km au nord-ouest de Rio de Janeiro au Brésil.
- 2004 : 
  - création officielle de Facebook par Mark Zuckerberg au sein de sa grande école/université américaine.
  - Un séisme sous-marin frappe la côte est de l'île de Taïwan (magnitude 6, ni morts blessés ni dégâts matériels).
  - Le joueur professionnel suisse Roger Federer devient numéro un mondial de tennis après sa victoire sur son adversaire russe Marat Safin lors des internationaux d'Australie.
  - Un percussionniste porte le record de durée pour l'exercice de son instrument à 48 h à Zurich en Suisse.
- 2005 :
  - La journaliste italienne Giuliana Sgrena est enlevée par des hommes armés près de l'université de Bagdad.
  - La ville de Perpignan fait venir 10 tonnes de neige de la station de ski de Formiguères pour constituer le « plus grand bonhomme de neige », auquel il va manquer 25 cm mais Perpignan se consolera avec le titre de « plus grand bonhomme de neige au niveau de la mer » (7,55 m jusqu'à la pointe du bonnet)[20].
- 2006 : création du parti politique provincial québécois Québec solidaire.

- 2007 : un nouveau foyer de grippe aviaire est détecté à l'est de Londres en Grande-Bretagne, le ministre français de l'Agriculture et de l'Alimentation en saisit l'Agence française de sécurité sanitaire.
- 2014 : Satya Nadella est nommé président-directeur général de Microsoft en remplacement de Steve Ballmer.
- 2022 : 
  - en Chine, cérémonie d'ouverture des XXIVe Jeux olympiques d'hiver organisés à Pékin (logo).
  - après avoir touché l'Île Maurice ou il fait 2 morts, La Réunion, 12 blessés et des dégâts puis Madagascar, le cyclone Batsirai tue 92 personnes et provoque de gros dommages[21].

## Naissances

### XVIesiècle
- 1505 : Mikołaj Rej, écrivain, homme politique et musicien polonais († entre le 8 septembre et le 5 octobre 1569).
- 1575 : Pierre de Bérulle, religieux français, théologien catholique, cardinal, fondateur des Oratoriens († 2 octobre 1629).

### XVIIesiècle
- 1677 : Johann Ludwig Bach, compositeur allemand († et/ou inhumé 1er mai 1731).Pierre de Marivaux.

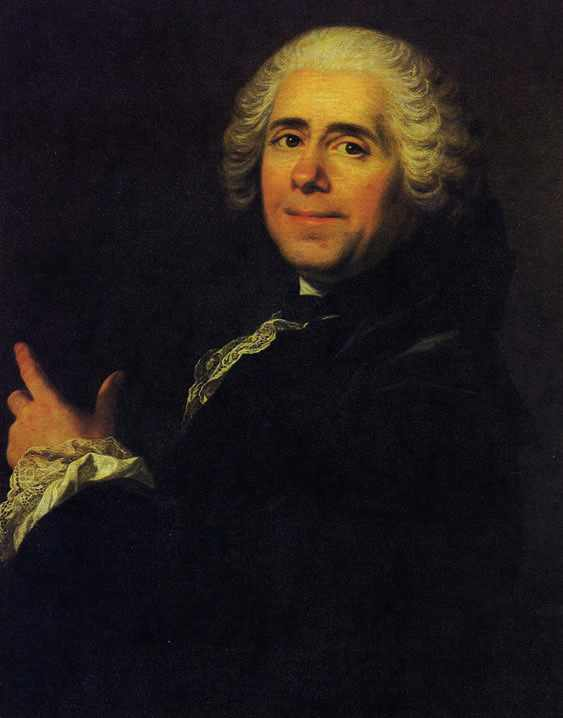
Pierre de Marivaux.

- 1682 : Johann Friedrich Böttger, chimiste allemand († 13 mars 1719).
- 1688 : Pierre de Marivaux, écrivain auteur de théâtre français († 12 février 1763).

### XVIIIesiècle
- 1725 : Dru Drury, entomologiste anglais († 15 janvier 1804).
- 1740 : Carl Michael Bellman, poète suédois († 11 février 1795).
- 1742 : Adam Philippe de Custine, général français († 28 août 1793).
- 1746 : Tadeusz Kościuszko, général polonais et américain († 15 octobre 1817).
- 1749 : Josefa Amar y Borbón, intellectuelle espagnole, pionnière des droits des femmes († 21 février 1833).
- 1761 : Blasius Merrem, zoologiste allemand († 23 février 1824).
- 1778 : Augustin-Pyramus de Candolle, botaniste suisse († 9 septembre 1841).
- 1799 : Almeida Garrett, auteur romantique portugais, romancier, dramaturge et poète († 9 décembre 1854).

### XIXesiècle
- 1820 : Božena Němcová, écrivain tchèque († 21 janvier 1862).
- 1831 : Oliver Ames, homme politique américain († 22 octobre 1895).
- 1842 : Georg Brandes, écrivain et critique littéraire danois († 19 février 1927).
- 1848 :
  - Jean Aicard, poète, romancier et auteur dramatique français († 13 mai 1921).
  - François Delamaire, archevêque de Cambrai († 21 juillet 1913).
- 1849 : Jean Richepin, poète français († 12 décembre 1926).
- 1856 : Paul-Napoléon Roinard, poète libertaire français († 26 octobre 1930).
- 1862 : Édouard Estaunié, romancier, académicien et ingénieur français († 2 avril 1942).
- 1863 : Alfred Lacroix, minéralogiste et géologue français († 12 mars 1948).
- 1868 : comtesse Constance Markievicz, révolutionnaire irlandaise († 15 juillet 1927).
- 1869 : William Dudley Haywood dit Big Bill, anarcho-syndicaliste américain († 18 mai 1928).
- 1870 : Raoul Warocqué, capitaliste belge († 28 mai 1917).
- 1871 : Friedrich Ebert, homme politique social-démocrate allemand († 28 février 1925).
- 1872 : Gotsé Deltchev, révolutionnaire de l'Organisation révolutionnaire intérieure macédono-andrinopolitaine († 4 mai 1903).
- 1873 : Étienne Desmarteau, athlète québécois († 29 octobre 1905).
- 1875 :
  - Ludwig Prandtl, ingénieur et physicien allemand († 15 août 1953).
  - Ivan F. Simpson, acteur britannique d'origine écossaise († 12 octobre 1951).
- 1879 : 
  - Jacques Copeau, homme de théâtre français († 20 octobre 1949).
  - (ou 24/02), Herman Teirlinck, écrivain belge néerlandophone, professeur de lettres, directeur et précepteur royal († 4 février 1967).
- 1881 : Fernand Léger, peintre français († 17 août 1955).
- 1882 : E. J. Pratt, poète canadien († 26 avril 1964).
- 1883 : Alberto Jiménez Fraud, pédagogue espagnol († 23 avril 1964).
- 1889 : 
  - Walter Catlett, acteur et scénariste américain († 14 novembre 1960).
  - Maurice Orban, homme politique belge († 21 mai 1977).
- 1891 : M. A. Ayyangar homme politique indien († 19 mars 1978).
- 1892 : Andreu Nin, révolutionnaire espagnol († 20 juin 1937).
- 1895 : Nigel Bruce, acteur britannique († 8 octobre 1953).
- 1896 :
  - Friedrich Glauser, écrivain suisse († 8 décembre 1938).
  - Friedrich Hund, physicien allemand († 31 mars 1997).
- 1897 : Ludwig Erhard, homme politique allemand, chancelier fédéral de 1963 à 1966 († 5 mai 1977).
- 1900 : Jacques Prévert, poète, scénariste et dialoguiste français († 11 avril 1977).

### XXesiècle
- 1902 :
  - Charles Lindbergh, aviateur américain, premier pilote à relier New York à Paris († 26 août 1974).
  - Hartley Shawcross, avocat et homme politique procureur du Royaume-Uni lors du procès de Nuremberg († 10 juillet 2003).
- 1906 :
  - Dietrich Bonhoeffer, pasteur luthérien évangélique, théologien, écrivain et résistant au nazisme († 9 avril 1945).
  - Nicholas Georgescu-Roegen, mathématicien et économiste roumain théoricien de la décroissance († 30 octobre 1994).
  - Clyde William Tombaugh, astronome américain († 17 janvier 1997).
- 1908 :
  - Julian Bell, poète anglais († 18 juin 1937).
  - Jacques Riboud, industriel et urbaniste français († 29 octobre 2001).
  - Heinz Pollay, cavalier allemand double champion olympique de dressage († 14 mars 1979).
- 1909 : Robert Coote, acteur anglais († 26 novembre 1982).
- 1912 :
  - James Craig, acteur américain († 28 juin 1985).
  - Erich Leinsdorf, chef d'orchestre autrichien naturalisé américain en 1942 († 11 septembre 1993).
  - Byron Nelson, joueur de golf américain († 26 septembre 2006).
  - Louis-Albert Vachon, cardinal canadien, archevêque de Québec († 29 septembre 2006).
- 1913 : Rosa Parks, mère du mouvement contre la ségrégation raciale aux États-Unis († 24 octobre 2005).
- 1914 : Alfred Andersch, écrivain allemand († 21 février 1980).
- 1915 :
  - Ray Evans, compositeur américain († 15 février 2007).
  - William Talman, acteur et scénariste américain († 30 août 1968).
  - Norman Wisdom, humoriste, chanteur compositeur et acteur anglais († 4 octobre 2010).
- 1917 :
  - Jacques Pélissier, haut fonctionnaire français († 2 décembre 2008).
  - Muhammad Yahya Khan, homme politique pakistanais, président de la république islamique du Pakistan († 10 août 1980).
- 1918 :
  - Yūzō Kawashima, réalisateur et scénariste japonais († 11 juin 1963).
  - Ida Lupino, actrice et réalisatrice américaine († 3 août 1995).
  - Luigi Pareyson, philosophe italien († 8 septembre 1991).
- 1919 :
  - Raymond Baillet, acteur français († 14 janvier 2017).
  - Peter Butterworth, acteur britannique († 16 janvier 1979).
  - Joan Bastardas i Parera, linguiste catalan († 31 janvier 2009).
- 1920 : Janet Waldo, actrice américaine († 12 juin 2016).
- 1921 :
  - Betty Friedan, écrivaine et féministe américaine († 4 février 2006).
  - Lotfi Zadeh, scientifique azerbaïdjanais († 6 septembre 2017).
- 1922 :
  - Bhimsen Joshi, chanteur indien († 24 janvier 2011).
  - William Phipps, acteur américain († 1er juin 2018).
- 1923 :
  - Conrad Bain, acteur canadien († 14 janvier 2013).
  - Belisario Betancur Cuartas, président de la république de Colombie de 1982 à 1986 († 7 décembre 2018).
- 1925 : 
  - Ginette Kolinka (Cherkasky), survivante française d'Auschwitz-Birkenau et de la Shoah, mère du batteur du groupe Téléphone.
  - Erik Christopher Zeeman, mathématicien anglais († 13 février 2016).
- 1926 : Roger A. Blais, ingénieur géologique canadien († 25 septembre 2009).
- 1927 :
  - Jacques Beauchamp, journaliste sportif québécois († 17 septembre 1988).
  - Jean-Pierre Decourt, réalisateur et scénariste de télévision français († 27 novembre 2002).
  - Rolf Landauer, physicien allemand († 27 avril 1999).
- 1929 : Jerry Adler, réalisateur-producteur de théâtre et acteur américain.
- 1930 : Gérard Poirier, acteur québécois († 19 décembre 2021).
- 1931 : Isabel Peron, première femme présidente de l'Argentine, d'un État d'Amérique du Sud, d'Amérique latine et du monde.
- 1932 : Jaroslav Tetiva, basketteur tchécoslovaque († mars 2021).
- 1934 : Bruce Malmuth, réalisateur américain († 29 juin 2005).
- 1935 :
  - Collin Wilcox Paxton, actrice américaine († 14 octobre 2009).
  - Martti Talvela, basse finlandais († 22 juillet 1989).
- 1936 :
  - David Brenner, acteur, réalisateur et humoriste de stand-up américain († 15 mars 2014).
  - Michel Méranville, évêque catholique français, archevêque de Fort-de-France.
  - Claude Nobs, homme de spectacle suisse, fondateur du Montreux Jazz Festival († 10 janvier 2013).
- 1937 : John Devitt, nageur australien spécialiste du sprint, champion olympique.
- 1938 : 
  - Gō Katō, acteur japonais († 18 juin 2018).
  - Isao Inokuma, judoka japonais champion olympique († 28 septembre 2001).
- 1940 :
  - Helga Reidemeister (de), documentariste allemande († 29 novembre 2021).
  - George A. Romero, cinéaste américain († 16 juillet 2017).
  - Michelle Rossignol, actrice canadienne († 18 mai 2020).
  - John Schuck, acteur américain.
- 1941 : 
  - John Steel, batteur anglais du groupe The Animals.
  - Kaarlo Kangasniemi, haltérophile finlandais champion olympique.
- 1942 :
  - José Cid, chanteur, pianiste et compositeur portugais.
  - Ovidi Montllor, chanteur et acteur espagnol († 10 mars 1995).
- 1943 :
  - Alberto João Jardim, homme politique portugais.
  - Cheryl Miller, actrice américaine.
  - Wanda Rutkiewicz, alpiniste polonaise († 12 mai 1992).
  - Ken Thompson, informaticien américain, concepteur des systèmes UNIX et Plan 9, et des langages B et Go.
- 1944 :
  - Daniel de Roulet, écrivain suisse.
  - Florence LaRue (en), chanteuse et actrice américaine du groupe The 5th Dimension.
- 1945 : Maurice Gardès, évêque français, archevêque d'Auch.
- 1947 :
  - William Leymergie, journaliste, animateur et producteur de télévision français.
  - Dan Quayle, homme politique américain.
- 1948 :
  - Alice Cooper (Vincent Damon Furnier dit), chanteur américain.
  - Marisol (Josefa Flores González dite), actrice de cinéma et chanteuse espagnole.
- 1949 : Michael Beck, acteur américain.
- 1950 : Linda Bassett, actrice britannique.
- 1951 :
  - Patrick Bergin, acteur irlandais.
  - François Tracanelli, sauteur à la perche français.
- 1952 :
  - Lisa Eichhorn, actrice américaine.
  - Arkadiusz Godel, escrimeur polonais champion olympique.
  - Jerry Heidenreich, nageur américain double champion olympique († 18 avril 2002).
  - Richard Lineback, acteur américain.
  - Gabriel Yacoub, chanteur, auteur-compositeur-interprète français.
- 1953 :
  - Hubert Houben, historien germano-italien.
  - Kitaro, musicien de musique New Age japonais.
- 1954 :
  - Shigeru Chiba, acteur de doublage japonais.
  - Sylvie Potvin, actrice québécoise.
- 1955 : Mikuláš Dzurinda, homme politique slovaque.
- 1957 :
  - Don Davis, compositeur américain.
  - Stephanie Williams, actrice américaine.
- 1959 : Lawrence Taylor, joueur américain de football américain.
- 1960 :
  - Jenette Goldstein, actrice américaine.
  - Adrienne King, actrice, danseuse, peintre américaine.
  - Jonathan Larson, compositeur, scénariste, réalisateur et acteur américain († 25 janvier 1996).
- 1961 :
  - Stewart O'Nan, romancier américain.
  - Denis Savard, joueur de hockey sur glace canadien.
- 1962 :
  - Clint Black, chanteur-compositeur américain de musique country, producteur, multi-instrumentiste et acteur.
  - Christopher Buchholz, acteur et réalisateur allemand.
  - Jacqueline Lorains, actrice française de films pornographiques.
  - Michael Riley, acteur canadien.
  - Vladimer Aptsiauri, fleurettiste géorgien champion olympique († 17 mai 2012).
- 1963 :
  - Béatrice Hammer, écrivain français.
  - Kevin Wasserman, guitariste du groupe punk/rock californien The Offspring.
  - Pirmin Zurbriggen, skieur alpin suisse.
- 1965 :
  - Jerome Brown, joueur américain de football américain († 25 juin 1992).
  - Stig Henrik Hoff, acteur norvégien.
- 1966 :
  - Viatcheslav Ekimov, coureur cycliste et directeur sportif russe, champion olympique.
  - Kyōko Koizumi, chanteuse et actrice japonaise.
  - Niels Henriksen, rameur d'aviron danois champion olympique.
- 1967 : Sergueï Grinkov, patineur artistique russe champion olympique et mondial († 20 novembre 1995).
- 1969 :
  - Dallas Drake, joueur de hockey sur glace canadien.
  - Brandy Ledford, mannequin et actrice américaine.
- 1970 :
  - Gabrielle Anwar, actrice et productrice britannique.
  - Kevin Campbell, footballeur anglais.
  - Lee Chambers, cinéaste canadien.
  - Jo Jo English (Stephen English dit), basketteur américain.
  - James Murphy, musicien et producteur du groupe LCD Soundsystem.
- 1971 :
  - Rob Corddry, acteur américain.
  - Eric Garcetti, maire de Los Angeles, CA.
  - Michael A. Goorjian, acteur et réalisateur américain.
- 1972 :
  - Amadou Dioum, basketteur ivoirien naturalisé français.
  - Giovanni Silva de Oliveira, footballeur brésilien.
- 1973 :
  - Oscar de la Hoya, boxeur mexico-américain.
  - Manny Legacé, joueur de hockey sur glace canadien.
- 1974 :
  - Jeff Schroeder, musicien de rock américain.
  - Urmila, actrice indienne.
- 1975 :
  - Siegfried Grabner, snowboardeur autrichien.
  - Natalie Imbruglia, mannequin, chanteuse et actrice australienne.
- 1976 : Cam'ron (Cameron Giles dit), rappeur américain.
- 1977 :
  - Gavin DeGraw, chanteur et guitariste américain.
  - Mitra Hajjar, actrice iranienne.
- 1978 :
  - Laurence Borremans, élue Miss Belgique 1996.
  - Danna García, actrice colombienne.
- 1979 :
  - Andrei Arlovski, pratiquant de combat libre et ancien champion poids lourds de l'Ultimate Fighting Championship.
  - Mareva Galanter, chanteuse et comédienne française, élue Miss France 1999.
  - Giorgio Pantano, pilote automobile italien.
  - Huang Xu, gymnaste chinois double champion olympique.
- 1981 :
  - Ben Hendrickson, joueur de baseball américain.
  - Jason Kapono, joueur de basket-ball américain.
  - Tom Mastny, joueur de baseball américain.
  - Johan Vansummeren, coureur cycliste belge.
- 1982 :
  - Moïse Brou Apanga, footballeur gabonais († 26 avril 2017).
  - Tatiana-Laurens Delarue, une candidate de téléréalité et animatrice de télévision française.
  - Chris Sabin, catcheur américain.
  - Tomas Vaitkus, coureur cycliste lituanien.
  - Kimberly Wyatt, actrice et chanteuse américaine du groupe The Pussycat Dolls.
- 1983 :
  - Hannibal Buress, acteur, scénariste, humoriste et producteur américain.
  - Lee Stempniak, joueur de hockey sur glace américain.
  - Dajuan Wagner, basketteur américain.
  - Lauren Ash, actrice canadienne.
- 1984 :
  - Ben Robson (en), acteur et mannequin anglais.
- 1985 :
  - Bug Hall, acteur américain.
  - Leslie (Leslie Bourgoin dite), chanteuse française de R&B.
  - Ignacio Piatti, footballeur argentin.
  - Brad Richardson, hockeyeur professionnel canadien.
- 1986 : Geoffrey Jourdren, footballeur français.
- 1987 : Lucie Šafářová, joueuse de tennis tchèque.
- 1988 : 
  - Carly Patterson, gymnaste américaine.
  - Rizana Nafeek, gouvernante sri-lankaise condamnée à mort en Arabie saoudite († 9 janvier 2013).
- 1989 : Rabia Lamalsa, lutteuse algérienne.
- 1990 :
  - Nairo Quintana, cycliste sur route colombien.
  - Haruka Tomatsu, chanteuse et actrice japonaise.
- 1992 : Gaylor Curier, basketteur français.
- 1993 : Isolda Dychauk, actrice allemande d'origine russe.
- 1996 : Noemie Thomas, nageuse canadienne.
- 1998 : Malik Monk, basketteur américain.
- 2000 : Vincent Thill, footballeur luxembourgeois.

### XXIesiècle
- 2004 : Kyla Kenedy, actrice américaine.

## Décès

### IIIesiècle
- 211, à Eboracum : Septime Sévère, empereur romain de 193 à 211 (° 11 avril 146).

### VIIIesiècle
- 708 : Sisinnius, pape (° v. 650)

### IXesiècle
- 856 : Raban Maur, archevêque allemand (° entre 776 et 784).
- 870 : Ceolnoth, archevêque de Cantorbéry (° inconnue).

### XVIesiècle
- 1590 : Gioseffo Zarlino, compositeur italien (° 31 janvier ou le 22 mars 1517).

### XVIIesiècle
- 1615 :
  - Dom Justo Takayama, guerrier japonais (° 1552).
  - Giambattista della Porta, physicien italien (° v. 1535, 1er novembre ?).
- 1617 : Louis Elzevir, libraire et éditeur des Pays-Bas espagnols, fondateur de la maison d'édition Elzevier 1580 (° v. 1540).
- 1694 (as ?) : Nataliya Kyrillovna Naryshkina, tsarine de Russie, mère de Pierre le Grand (° 1er septembre 1651 as ?).

### XVIIIesiècle
- 1713 : Anthony Ashley-Cooper, 3e comte de Shaftesbury, homme politique et philosophe anglais (° 26 février 1671).
- 1774 : Charles Marie de La Condamine, géographe, aristocrate et aventurier français (° 28 janvier 1701).
- 1781 : Josef Mysliveček, compositeur tchèque (° 9 mars 1737).
- 1799 : Étienne-Louis Boullée, architecte et théoricien français (° 12 février 1728).

### XIXesiècle
- 1822 : Jean-Baptiste Cyrus de Timbrune de Thiembronne, général français (° 22 septembre 1757).
- 1834 : Julie Candeille, compositrice pour le piano, musicienne, actrice, auteure dramatique et romancière française (°  31 juillet 1767).
- 1837 : John Latham, médecin, naturaliste et écrivain britannique (° 27 juin 1740).
- 1853 : Coraly de Fourmond, peintre française (vers 1801/1803)
- 1879 : Michael Echter, peintre allemand (° 5 mars 1812).
- 1886 :
  - Charles Raymond de Saint-Vallier, homme politique français (° 12 septembre 1833).
  - Hans Victor von Unruh, homme politique allemand (° 28 mars 1806).

### XXesiècle
- 1905 : Louis-Ernest Barrias, sculpteur français (° 13 avril 1841)
- 1912 : Franz Reichelt, tailleur français d'origine autrichienne (° 16 octobre 1878).
- 1915 : Armand Peugeot, pionnier de l'industrie automobile (° 18 juin 1849).
- 1925 : 
  - Marie Jaëll, pianiste, compositrice et pédagogue française (° 17 août 1846).
  - Robert Johann Koldewey, architecte et archéologue allemand, découvreur de Babylone (° 10 septembre 1855).
- 1926 : Adolphe Léon Willette, peintre, illustrateur, affichiste, lithographe et caricaturiste français (° 30 juillet 1857).
- 1928 : Hendrik Lorentz, physicien néerlandais, prix Nobel de physique 1902 (° 18 juillet 1853).
- 1933 : Archibald Sayce, pédagogue anglais (° 25 septembre 1846).
- 1936 : Wilhelm Gustloff, leader nazi allemand en Suisse (° 30 janvier 1895).
- 1939 : Edward Sapir, linguiste américain d'origine prussienne (° 26 avril 1884).
- 1943 : Frank Calder, gestionnaire de hockey sur glace canadien, premier président de la LNH (° 17 novembre 1877).
- 1944 : Arsen Kotsoïev, écrivain russe (° 15 janvier 1872).
- 1945 : 
  - René Brecheisen, résistant français (° 23 octobre 1904).
  - Georges Lapierre, instituteur syndicaliste et résistant français (° 28 février 1886).
- 1958 : Henry Kuttner, auteur américain (° 7 avril 1915).
- 1959 : Una O'Connor, actrice irlandaise (° 23 octobre 1880).
- 1965 : André Dignimont, peintre français (° 22 août 1891).
- 1966 : Gilbert Hovey Grosvenor, géographe, écrivain et éditeur américain (° 28 octobre 1875).
- 1967 : Herman Teirlinck, écrivain belge néerlandophone, professeur de lettres, directeur et précepteur royal (° 4 ou 24 février 1879).
- 1968 : Neal Cassady, écrivain américain (° 8 février 1926).
- 1974 : Satyendranath Bose, physicien indien (° 1er janvier 1894).
- 1975 : Louis Jordan, musicien américain (° 8 juillet 1908).
- 1983 :
  - Lucienne Bogaert, actrice française (° 6 janvier 1892).
  - Karen Carpenter, chanteuse américaine du groupe The Carpenters (° 2 mars 1950).
- 1984 : Pierre Dudan, chanteur suisse (° 1er février 1916).
- 1985 : Maurice Siegel, journaliste français (° 22 mai 1919).
- 1987 :
  - Liberace (Wladziu Valentino), pianiste populaire américain (° 16 mai 1919).
  - Carl Rogers, psychologue américain (° 8 janvier 1902).
- 1995 : Patricia Highsmith, écrivain américain (° 19 janvier 1921).
- 1997 :
  - Robert Clouse, réalisateur, scénariste et producteur américain (° 2 mars 1950).
  - Lobsang Gyatso, moine et guéshé tibétain (° 1928).
  - Ross Lee Finney, compositeur et professeur de musique américain (° 23 décembre 1906).
- 1998 :
  - Jacques Guillermaz, militaire, diplomate, sinologue et historien français (° 16 janvier 1911).
  - Cristóbal Martínez-Bordiú, chirurgien et aristocrate espagnol (° 1er août 1922).
  - Michel Roux, artiste lyrique, baryton français (° 1er septembre 1924).
  - Rees Stephens, joueur de rugby à XV gallois (° 16 avril 1922).

### XXIesiècle
- 2001 :
  - Jay Jay Johnson, tromboniste et compositeur de jazz américain (° 22 janvier 1924).
  - Gilbert Trigano, homme d'affaires français, créateur du Club Méditerranée (° 28 juillet 1920).
  - Iannis Xenakis, compositeur français académicien ès beaux-arts (° 29 mai 1922).
- 2002 :
  - George Nader, acteur et écrivain américain (° 19 octobre 1921).
  - Sigvard Bernadotte, fils du roi Gustave VI Adolphe de Suède (° 7 juin 1907).
- 2003 :
  - Charles Biddle, contrebassiste de jazz canadien (° 28 juillet 1926).
  - André Noyelle, cycliste sur route belge (° 29 novembre 1931).
- 2004 : Pierre Dumas, ancien ministre du général de Gaulle et ancien député-maire de Chambéry en Savoie (° 15 novembre 1924).
- 2005 : Ossie Davis, acteur, réalisateur et scénariste américain (° 18 décembre 1917).
- 2006 :
  - Jenő Dalnoki, footballeur puis entraîneur hongrois (° 12 décembre 1932).
  - Betty Friedan, écrivaine et féministe américaine (° 4 février 1921).
- 2007 :
  - Steve Barber, lanceur de baseball américain (° 22 février 1938).
  - José Carlos Bauer, footballeur puis entraîneur brésilien (° 21 novembre 1925).
  - Barbara McNair, actrice américaine (° 4 mars 1934).
  - Jules Olitski, peintre et sculpteur américain (° 27 mars 1922).
- 2009 : Lux Interior, chanteur américain (° 21 octobre 1946).
- 2011 : Woodie Fryman, joueur de baseball américain (° 15 avril 1940).
- 2012 : Florence Green, « dernier vétéran connu de la Première Guerre » (Women's Royal Air Force britannique, ° 19 février 1901).
- 2014 : Eugenio Corti, écrivain et essayiste italien (° 21 janvier 1921).
- 2015 : Stanisław Makowiecki, lutteur polonais (° 7 novembre 1942).
- 2016 : Maurice White, musicien, chanteur et producteur américain du groupe Earth, Wind and Fire (° 19 décembre 1941).
- 2017 : Steve Lang (en), musicien canadien du groupe April Wine (° 24 mars 1949).
- 2021 :
  - Paolo Bartolozzi, fonctionnaire et homme politique italien (° 12 septembre 1957).
  - Paul Nassif Borkhoche, archéparque émérite melkite de Bosra et Hauran libanais (° 7 octobre 1932).
- 2022 : 
  - Emília Barreto, élue Miss Brésil 1955 (° 10 avril 1934).
  - Neil Faulkner, archéologue, historien, activiste et écrivain britannique (° 22 janvier 1958).
  - Gianluca Floris, écrivain et chanteur lyrique italien (° 12 juin 1964).
  - Donald Johnston, avocat, écrivain, enseignant et homme politique canadien (° 26 juin 1936).
  - Georges Labazée, homme politique français (° 16 juin 1943).
  - Pierre Petit, homme politique français (° 22 janvier 1930).
  - Renée Pietrafesa Bonnet, compositrice, pianiste, organiste, claveciniste et chef d'orchestre franco-uruguayenne (° 17 décembre 1938).
- 2023 : 
  - Luciano Armani, coureur cycliste italien (° 12 octobre 1940).
  - Michel Brulé, sondeur français (° 9 mai 1932).
  - José del Castillo, footballeur international péruvien (° 10 mai 1943).
  - César Cordero Moscoso, prêtre catholique équatorien (° 7 juin 1927).
  - Léon Engulu, personnalité politique congolais (° 1er avril 1934).
  - Chérif Ismaïl, homme d'État égyptien (° 6 juillet 1955).
  - Abraham Lempel, informaticien israélien (° 10 février 1936).
  - Arnold Schulman, scénariste et dramaturge américain (° 11 août 1925).
- 2024 :
  - Galina Alekseïeva, plongeuse soviétique puis russe (° 27 novembre 1946).
  - Earl Cureton, basketteur américain (° 3 septembre 1957).
  - Hage Geingob, homme politique namibien (° 3 août 1941).
  - Kurt Hamrin, footballeur international suédois (° 19 novembre 1934).
  - Barry John, joueur de rugby international gallois (° 6 janvier 1945).
  - John Kehoe, avocat et homme politique anglo-canadien (° 20 octobre 1934).
  - Michel Laurent, ingénieur du son français (° 14 juin 1936).
  - Giacomo Losi, footballeur international italien (° 10 septembre 1935).
  - Étienne Nodet, prêtre dominicain français (° 30 novembre 1944).
  - Antonio Paolucci, historien de l'art italien (° 29 septembre 1939).
  - Shen Rong, écrivaine, journaliste et nouvelliste chinoise (° 1936).
  - Melvin Way, artiste d'art brut américain (° 3 janvier 1954).
- 2025 :
  - Aga Khan IV, philanthrope et chef spirituel des ismaéliens nizârites britannico-portugais (° 13 décembre 1936).
  - Sid Ahmed Ghozali, homme d'État algérien (° 31 mars 1937).
  - Maria Teresa Horta, écrivaine et poétesse portugaise (° 20 mai 1937).
  - Louis-Gaston Mayila, homme politique gabonais (° 25 janvier 1947).
  - Wily Mignon, artiste chanteur, arrangeur et compositeur béninois (° 29 avril 1986).

## Célébrations

### Internationales et nationales
- Journée mondiale contre le cancer « patronnée » par l'Union internationale contre le cancer ou International Union against cancer ou UICC[22].
- Journée internationale de la fraternité humaine
- Asie extrême-orientale et ses diasporas et influences : 
  - lập xuân vietnamien ou risshun japonais, ipchun ou 입춘 coréen, lichun chinois (立春, lìchūn en pinyin), littéralement l'« établissement du printemps » correspondant à la première période solaire qui débute lorsque le Soleil est à la longitude 315° (ce qui a lieu selon les années entre les 3 et 5 février) et se termine lorsqu’il est à longitude 330° (entre les 18 et 20 février). La période du lichun marque traditionnellement le début de l’année ainsi que le début du printemps, précédé par le dahan (« grand froid ») et suivi par le yushui (« eau de pluie ») ;
  - date possible par ailleurs pour le début du nouvel an asiatique, entre 20 janvier et 20 février au gré de la Lune.
- Angola : dia do Início da Luta Armada de Libertação Nacional (pt), anniversaire de « l'insurrection de Luanda » ayant marqué le début de la lutte armée contre le colonialisme portugais en 1961.
- Sri Lanka : fête (nationale) de l'indépendance célébrant l'émancipation du pays vis-à-vis de la suzeraineté britannique en 1948.

### Religieuses
- Mythologie lettone (Lettonie) : biezputras diena ou jour du gruau (voir 2 février).
- Christianisme orthodoxe, dans le lectionnaire de Jérusalem :
  - mémoire d'Apollos d'Alexandrie, Paphnuce, Dioscore et Isidore de Péluse ;
  - mémoire de Timothée de Gaza, martyr[23].

### Saints des Églises chrétiennes

#### Saints des Églises catholiques et orthodoxes
Saints des Églises catholiques et orthodoxes :
- Aventin de Chartres († 528), 1er évêque de Chartres.
- Aventin de Troyes († 537), ermite à Verrières où une chapelle lui est dédiée.
- Eutyche de Rome († IVe siècle), martyr à Rome sous l'empereur Dioclétien de 293 supra[26].
- Gélase († Ve siècle), pieux enfant qui aurait conversé avec les anges à Plaisance (Piacenza).
- Imère de Bosto (it) († Xe siècle) et Gemmule (it), martyrs.
- Isidore de Péluse († 449), abbé d'un monastère en Égypte.
- Jean († 325), évêque de Frénopolis en Cilicie.
- Liefard († 640), évêque en Angleterre, martyr à Cambrai.
- Modan († VIe siècle), ermite en Écosse.
- Nicolas le Studite († 868), moine à Constantinople.
- Nithard de Corbie († 845), compagnon de saint Anschaire (3 février) et martyr.
- Papias († 250), évêque et ses compagnons Diodore et Claudien, martyrs à Pergé.
- Philéas († 308), évêque de Thmuis et Philorome, tribun militaire, martyrs à Alexandrie.
- Raban Maur († 856), abbé de Fulda et archevêque de Mayence.
- Théophile d'Adana († 538), évêque d'Adana en Anatolie.
- Véronique († Ier siècle), qui aurait essuyé le visage de Jésus lors de son Chemin de croix (son nom pourrait ainsi venir de "véron-" et -ikê", "vraie image" -du visage du Christ "en n(u)age de sang, sueur et larmes", qui se serait alors "imprimé" sur son voile comme sur le suaire plus tardif de Turin ; ou de "phorein-, porter" & "-ikê" -cf. "icône, image", comme le prénom doublet "Bérénice" infra[27]).
- Vincent de Troyes († 546), 10e évêque de Troyes.
- Vulgis († 760), évêque missionnaire itinérant.

#### Saints et bienheureux des Églises catholiques
Saints et bienheureux des Églises catholiques :
- Gilbert de Sempringham († 1190), prêtre normand fondateur de l'ordre de Saint-Gilbert, ami de saint Bernard de Clairvaux[réf. souhaitée].
- Henri Grialou († 1967), bienheureux religieux carme français fondateur de congrégation.
- Jean de Britto († 1693), missionnaire jésuite portugais.
- John Speed († 1594), laïc anglais martyr à Durham.
- Jeanne de Valois († 1505), reine de France, fondatrice de l'ordre de l'Annonciade.
- Joseph de Leonessa († 1612), religieux capucin italien.
- Simon de Saint-Bertin († 1148), bienheureux abbé de l'abbaye d'Auchy.

#### Saints orthodoxes,aux dates parfois"juliennes"ou orientales
Saints des Églises orthodoxes :
- Abraham et Coprios de Vologda (ru) (XVe siècle), moines.
- Cyrille (ru) († 1532), Cyrille du Lac Neuf, moine au monastère de Komel en Russie, qui fonda des églises et un monastère près du Lac Neuf.
- Georges († 1238), Georges Vsevolodovitch ou Iouri, prince de Vladimir, mort en combattant les Tatars (voir aussi Georges de Lyd(d)a les 23 avril).
- Joseph d'Alep († 1686), néo-martyr.

### Prénoms du jour[Où?]
Bonne fête aux Véronique et ses variantes : Veronica, Veronika, etc.
- Aux Bérénice et ses variantes : Bérényce, Bernice, Bernicé, Beronica, Beronice, etc.
- Aux Vanessa et ses variantes comme Venessa, etc.

Et aussi aux :
- Aventin et ses variantes : Aventine, Aventino, etc.
- Kido et ses variantes autant bretonnes ou moins : Citaw, Guido, Quideau[réf. nécessaire], etc.

## Traditions et superstitions

### Dictons
- « À la sainte Véronique, le soleil à l'hiver fait la nique. »[28]
- « À la saint-Isidore, si le soleil dore, le blé sera haut et chenu, mais le pommier sera nu. »[29]
- « À sainte Véronique, les marchands de marrons plient boutique. »[30]
- « Le lendemain de saint Blaise, souvent l'hiver s'apaise ; mais si vigueur il reprend, pour longtemps on s'en ressent. » (dicton du Poitou)[31]

### Astrologie
- Signe du zodiaque : 15e jour du signe astrologique du Verseau.

## Toponymie
- Les noms de plusieurs voies, places, sites ou édifices de pays ou provinces francophones contiennent cette date dans leur nom avec diverses graphies : voir Quatre-Février .